# Шалан Сент Анселм
Шалан Сент Анселм је насеље у Италији у округу Долина Аосте, региону Долина Аосте.
Према процени из 2011. у насељу је живело 686 становника. Насеље се налази на надморској висини од 1051 м.

## Становништво
Према резултатима пописа становништва 2011. у општини је живело 756 становника.
| 1951. | 1961. | 1971. | 1981. | 1991. | 2001. | 2011. |
| ----- | ----- | ----- | ----- | ----- | ----- | ----- |
| 800   | 755   | 672   | 713   | 706   | 686   | 756   |